# Festival de la Cançó d'Eurovisió 2006
El LI Festival de la Cançó d'Eurovisió fou retransmès el 18 de maig de 2006 en Atenes, Grècia. Els presentadors van ser Sakis Rouvas i Maria Menounos, i la victòria va ser per al representant de Finlàndia, Lordi, amb la cançó "Hard Rock Hallelujah".

## Festival

Països participants que es van classificar per a la final.
Països participants que no es van classificar per a la final.
Països que hi van participar al passat però no el 2006.

### Semifinal
| Nº | País                 | Intèrpret(s)               | Cançó                        | Posició | Punts |
| -- | -------------------- | -------------------------- | ---------------------------- | ------- | ----- |
| 1  | Mònaco               | Séverine Ferrer            | La Coco-Dance                | 21      | 14    |
| 2  | Irlanda              | Brian Kennedy              | Every Song Is A Cry For Love | 9       | 79    |
| 3  | Albània              | Luiz Ejlli                 | Zjarr e ftohtë               | 14      | 58    |
| 4  | Estònia              | Sandra Oxenryd             | Through My Window            | 18      | 28    |
| 5  | Ucraïna              | Tina Karol                 | Show Me Your Love            | 7       | 146   |
| 6  | Bèlgica              | Kate Ryan                  | Je t'adore                   | 12      | 69    |
| 7  | Països Baixos        | Treble                     | Amambanda                    | 20      | 22    |
| 8  | Turquia              | Sibel Tüzün                | Süper Star                   | 8       | 91    |
| 9  | Portugal             | Nonstop                    | Coisas de nada               | 19      | 26    |
| 10 | Andorra              | Jenny                      | Sense tu                     | 23      | 8     |
| 11 | Islàndia             | Silvia Night               | Congratulations              | 13      | 62    |
| 12 | Lituània             | LT United                  | We Are the Winners           | 5       | 163   |
| 13 | Armènia              | André                      | Without Your Love            | 6       | 160   |
| 14 | Belarús              | Polina Smolova             | Mum                          | 22      | 10    |
| 15 | Xipre                | Annet Artani               | Why Angels Cry               | 15      | 57    |
| 16 | Bòsnia i Hercegovina | Hari Varešanović           | Lejla                        | 2       | 267   |
| 17 | Suècia               | Carola                     | Invincible                   | 4       | 214   |
| 18 | Polònia              | Ich Troje feat. Real McCoy | Follow My Heart              | 11      | 70    |
| 19 | Rússia               | Dima Bilan                 | Never Let You Go             | 3       | 217   |
| 20 | ARI de Macedònia     | Elena Risteska             | Ninanajna                    | 10      | 76    |
| 21 | Eslovènia            | Anžej Dežan                | Mr. Nobody                   | 16      | 49    |
| 22 | Finlàndia            | Lordi                      | Hard Rock Hallelujah         | 1       | 292   |
| 23 | Bulgària             | Mariana Popova             | Let Me Cry                   | 17      | 36    |

### Final
| Nº | País                 | Intèrpret(s)                                 | Cançó                        | Posició | Punts |
| -- | -------------------- | -------------------------------------------- | ---------------------------- | ------- | ----- |
| 1  | Noruega              | Christine Guldbrandsen                       | Alvedansen                   | 14      | 36    |
| 2  | Lituània             | LT United                                    | We Are the Winners           | 6       | 162   |
| 3  | França               | Virginie Pouchain                            | Il était temps               | 22      | 5     |
| 4  | Turquia              | Sibel Tüzün                                  | Süper Star                   | 11      | 91    |
| 5  | Israel               | Eddie Butler                                 | Together we are one          | 23      | 4     |
| 6  | Espanya              | Las Ketchup                                  | Bloody Mary                  | 21      | 18    |
| 7  | Irlanda              | Brian Kennedy                                | Every Song Is A Cry For Love | 10      | 93    |
| 8  | Letònia              | Cosmos                                       | I Hear Your Heart            | 17      | 30    |
| 9  | Ucraïna              | Tina Karol                                   | Show Me Your Love            | 7       | 145   |
| 10 | Alemanya             | Texas Lightning                              | No, No, Never                | 15      | 36    |
| 11 | Suïssa               | Six4one                                      | If We All Give A Little      | 16      | 30    |
| 12 | Grècia               | Anna Vissi                                   | Everything                   | 9       | 128   |
| 13 | Rússia               | Dima Bilan                                   | Never Let You Go             | 2       | 248   |
| 14 | ARI de Macedònia     | Elena Risteska                               | Ninanajna                    | 12      | 56    |
| 15 | Armènia              | André                                        | Without Your Love            | 8       | 129   |
| 16 | Moldàvia             | Arsenium feat. Natalia Gordienco & Connect-R | Loca                         | 20      | 22    |
| 17 | Suècia               | Carola                                       | Invincible                   | 5       | 170   |
| 18 | Croàcia              | Severina                                     | Moja štikla                  | 13      | 56    |
| 19 | Regne Unit           | Daz Sampson                                  | Teenage life                 | 19      | 25    |
| 20 | Malta                | Fabrizio Faniello                            | I do                         | 24      | 1     |
| 21 | Romania              | Mihai Trăistariu                             | Tornerò                      | 4       | 172   |
| 22 | Finlàndia            | Lordi                                        | Hard Rock Hallelujah         | 1       | 292   |
| 23 | Bòsnia i Hercegovina | Hari Mata Hari                               | Lejla                        | 3       | 229   |
| 24 | Dinamarca            | Sidsel Ben Semmane                           | Twist of Love                | 18      | 26    |

### Ordre de votació
| Ordre de votació | Ordre de votació | Ordre de votació | Ordre de votació |
| --- | --- | --- | --- |
| 1. Eslovènia · 2. Irlanda · 3. Albània · 4. Rússia · 5. Letònia · 6. Suècia · 7. França · 8. Bulgària · 9. Croàcia · 10. Ucraïna | 11. Espanya · 12. Israel · 13. Moldàvia · 14. Països Baixos · 15. Portugal · 16. Suïssa · 17. Alemanya · 18. Polònia · 19. Islàndia · 20. Lituània | 21. Turquia · 22. Estònia · 23. Mònaco · 24. Xipre · 25. Romania · 26. Malta · 27. Bòsnia i Hercegovina · 28. Armènia · 29. Noruega · 30. Andorra | 31. ARI de Macedònia · 32. Finlàndia · 33. Belarús · 34. Bèlgica · 35. Dinamarca · 36. Sèrbia i Montenegro · 37. Regne Unit · 38. Grècia |

### Màximes puntuacions
Després de la votació, els països que van rebre 12 punts en la Final van ser:
| N. | A                    | De                                            |
| -- | -------------------- | --------------------------------------------- |
| 8  | Bòsnia i Hercegovina | SVN · CRO · ALB · SUI · TUR · MKD             |
| 8  | Finlàndia            | FIN · NOR · DEN · ISL · GBR · POL · EST · GRE |
| 7  | Rússia               | LAT · LTU · BLR · UKR · ARM · ISR · FIN       |
| 3  | Turquia              | DEU · NED · FRA                               |
| 2  | Grècia               | CYP · BUL                                     |
| 2  | Armènia              | BEL · RUS                                     |
| 2  | Romania              | ESP · MDA                                     |
| 1  | Croàcia              | BIH                                           |
| 1  | Ucraïna              | POR                                           |
| 1  | Espanya              | AND                                           |
| 1  | Moldàvia             | ROU                                           |
| 1  | Lituània             | IRL                                           |
| 1  | Suïssa               | MLT                                           |